# Synodus isolatus
Espèce
Statut de conservation UICN

 LC 03 mars 2015 : Préoccupation mineure
Synodus isolatus est une espèce de poissons de la famille des Synodontidae.

## Systématique
L'espèce Synodus isolatus a été décrite pour la première fois en 2009 par John Ernest Randall,.

## Distribution
Cette espèce se croise le long des côtes de l'Île de Pâques.

## Description
Synodus isolatus peut mesurer jusqu'à 24,1 cm, mais dont la taille moyenne se situe aux environs de 12 cm.
Cette espèce se trouve principalement près des côtes, à des profondeurs variant de 10 à 274 m.

## Étymologie
Son épithète spécifique, isolatus, vient d’isolé, ce qui fait référence au côté isolé de l'Île de Pâques d'où il est endémique.

## Publication originale
- (en) John E. Randall, « Five New Indo-Pacific Lizardfishes of the Genus Synodus (Aulopiformes: Synodontidae) », Zoological Studies, vol. 48, no 3,‎ 1er mai 2009, p. 402-417 (ISSN 1021-5506 et 1810-522X, lire en ligne).